# Pepa González Bayo
Josefa Inmaculada González Bayo (Cartaya, Huelva, 25 de agosto de 1966) es una política española del Partido Socialista Obrero Español. Ha sido Diputada por Huelva en el Congreso de los Diputados en las XI y XII legislaturas. Fue alcaldesa de Cartaya desde mayo de 2019 a mayo de 2023 y Senadora por la Provincia de Huelva en las legislaturas XIII y XIV.

## Biografía
Es ingeniero técnico agrícola.Realizó los estudios en varias universidades,  primero en la Universidad de Huelva, después en la Universidad de Valencia y luego en la Universidad de Deusto, consiguiendo el grado medio de administración y TCAE(¿pero no era ingeniera técnica? este 'grado medio', se supone es de formación profesional).

### Carrera Política
Entre 2003 y 2007 fue concejala en el Ayuntamiento de Cartaya, y desde 2007 y 2011 fue segunda teniente de alcalde de su ciudad. Desde octubre de 2003 es Delegada Territorial de Agricultura, Pesca y medioambiente en la Junta de Andalucía, y del 30 de julio al 10 de noviembre de 2015 fue Delegada Territorial de Agricultura, Pesca y Desarrollo rural.

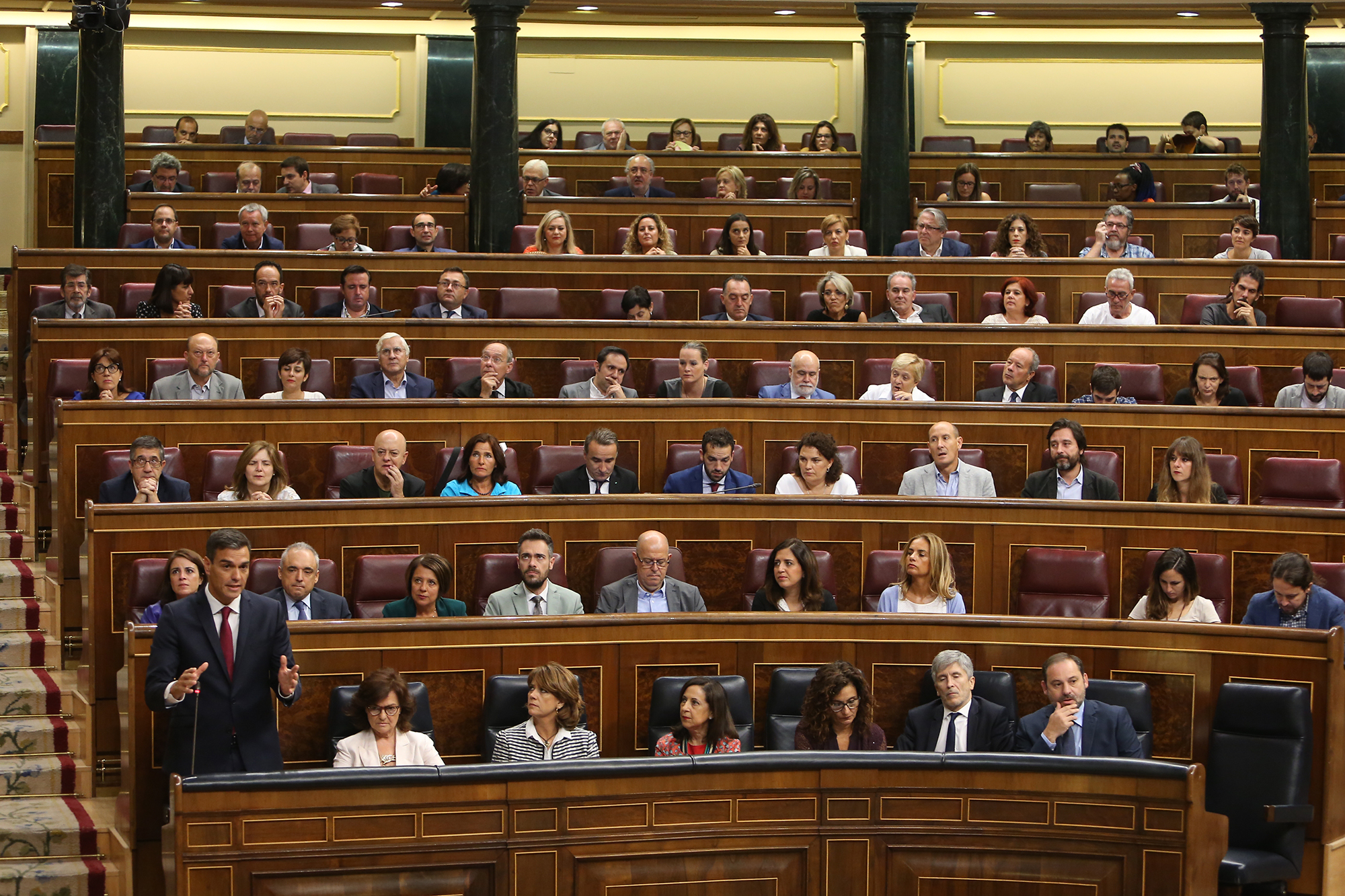
Pepa González Bayo en el Congreso de los Diputados

González Bayo Fue Diputada por Huelva al Congreso de los Diputados desde enero de 2016 a mayo del mismo año y, posteriormente desde julio de 2016 a marzo de 2019.Elegida Senadora por la Provincia de Huelva al Senado en la XII legislatura de Cartaya desde abril de 2019 a septiembre del mismo año, en octubre de 2019 volvió a ser reelegida Senadora. Fue alcaldesa de su ciudad natal desde el 26 de mayo de 2019 hasta que, perdidas las elecciones, el 28 de mayo de 2023, fue sustituida Manuel Barroso Valdés, del Partido Popular de Andalucía a la alcaldía de la ciudad.